# Moeraswaterroofkevertje
Het moeraswaterroofkevertje (Hydroporus palustris) is een keversoort uit de familie waterroofkevers (Dytiscidae). De wetenschappelijke naam van de soort is gepubliceerd in 1761 door Linnaeus.